# Galinstan
 (avril 2020).
Le galinstan est un alliage eutectique de gallium (Ga), d'indium (In) et d'étain (Sn) qui est liquide à température ambiante, avec une température de fusion de −19 °C (dans sa forme ternaire pure). Grâce à la faible toxicité et à la faible réactivité de ses composants, il est utilisé comme substitut du mercure (Hg) toxique et du NaK réactif. Il est composé (dans sa forme ternaire pure) de 68,5 % de gallium, 21,5 % d'indium et 10 % d'étain (le nom est un mot-valise venant de gallium, indium, et stannum). Galinstan est une marque déposée le 10 décembre 1996 par la société allemande Geratherm Medical AG.

## Propriétés physiques
- tension de surface: s = 0.718 N/m (20 °C)[1]

Le galinstan a tendance à adhérer et mouiller plusieurs matériaux comme le verre, ce qui limite son usage par rapport au mercure. Le galinstan est commercialement utilisé pour remplacer le mercure des thermomètres. Cependant le tube intérieur doit être couvert d'oxyde de gallium pour empêcher l'alliage d'adhérer au verre.
Le galinstan est plus réflectif et moins dense que le mercure ; il est candidat pour remplacer le mercure dans les télescopes d'astronomie à miroir liquide. C'est aussi un fluide de refroidissement prometteur malgré son coût et sa tendance à dissoudre les métaux. De petites quantités ont été vendues comme pâte thermique ; il a une meilleure conductivité thermique que les pâtes thermiques classiques mais doit être appliqué avec plus de précautions pour éviter les courts-circuits.

## Alliages dérivés
Toutefois le composé eutectique vendu sous la dénomination commerciale Galinstan (avec la majuscule) comprend aussi un peu de bismuth (Bi) ou d'antimoine (Sb) ou d'autres composants (en faible dose, moins de 2% de la masse) pour former un alliage plus complexe, mais dont le point de fusion est à une température supérieure (autour de 10 °C), les autres composants ajoutés à l'alliage permettant de limiter l'oxydation de l'alliage ou les réactions avec d'autres surfaces en contact (y compris avec l'oxyde de gallium dans les thermomètres, même si la réaction est plus limitée qu'avec le verre).
D'autres variétés (qui peuvent comprendre également un peu de mercure) sont utilisées pour la formation de miroirs liquides, avec la nécessité encore plus élevée de conserver une excellente fluidité (pour que la tension superficielle rende le miroir aussi plat que possible en « réparant » efficacement les déformations dues aux vibrations et manipulations) et une reflectivité aussi parfaite que possible (et donc de limiter l'oxydation et la formation de cristaux sur la surface).
La toxicité de ces composés dérivés (pour l'environnement et peut-être aussi pour l'organisme en cas de contact) est supérieure à celle de l'alliage galistan pur (ternaire) dont le stockage est également délicat puisqu'il interagit facilement avec le contenant à température ambiante. Toutefois cette toxicité reste beaucoup moins élevée que celle du mercure (dont les vapeurs se forment déjà à température ambiante), car le point d'évaporation du galistan (pur ou dans ses variétés commerciales) se situe à des températures très élevées (cela permet de le contenir facilement et de le manipuler avec moins de risque de contamination accidentelle).

## Autres alliages à bas point de fusion
| Alliage             | Point de fusion  | Eutectique? | Bismuth % | Plomb % | Étain %  | Indium % | Cadmium % | Thallium % | Gallium % | Antimoine % |
| ------------------- | ---------------- | ----------- | --------- | ------- | -------- | -------- | --------- | ---------- | --------- | ----------- |
| Métal de rose (en)  | 98 °C (208 °F)   | non         | 50        | 25      | 25       | –        | –         | –          | –         | –           |
| Cerrosafe (en)      | 74 °C (165 °F)   | non         | 42.5      | 37.7    | 11.3     | –        | 8.5       | –          | –         | –           |
| Métal de Wood       | 70 °C (158 °F)   | oui         | 50        | 26.7    | 13.3     | –        | 10        | –          | –         | –           |
| Métal de Field (en) | 62 °C (144 °F)   | oui         | 32.5      | –       | 16.5     | 51       | –         | –          | –         | –           |
| Cerrolow 136 (en)   | 58 °C (136 °F)   | oui         | 49        | 18      | 12       | 21       | –         | –          | –         | –           |
| Cerrolow 117        | 47,2 °C (117 °F) | oui         | 44.7      | 22.6    | 8.3      | 19.1     | 5.3       | –          | –         | –           |
| Bi-Pb-Sn-Cd-In-Tl   | 41,5 °C (107 °F) | oui         | 40.3      | 22.2    | 10.7     | 17.7     | 8.1       | 1.1        | –         | –           |
| Galinstan           | −19 °C (−2 °F)   | oui         | <1.5      | –       | 9.5–10.5 | 21–22    | –         | –          | 68–69     | <1.5        |